# Блюмінг (стадіон)
Стадіон Блюмінг – стадіон багатоцільового використання в Краматорську, Україна. На даний момент він використовується в основному для проведення футбольних матчів, стадіон вміщує 10 000 глядачів. До 2008 року був домашньою ареною ФК «Краматорськ».
Побудований в 1937 році, стадіон належав Новокраматорському машинобудівному заводу. Після Другої світової війни стадіон був перебудований в 1950-х роках. Знаходиться в Краматорському міському парку імені Пушкіна, в мікрорайоні Соцмістечко. Це один з двох основних стадіонів Краматорська, другий - стадіон «Прапор» (Авангард), розташований на південь від Старої Петрівки в парку «Сад Бернацького», з 2008 року - домашня арена для ФК «Краматорськ».